# Лайдульф (князь Капуи)
Лайдульф — князь Капуи в 993—999 годах. 
Лайдульф — один из младших сыновей Пандульфа Железной Головы, младший брат капуанских князей Ландульфа VI и Ланденульфа II, получил в удел графство Теано. Был вдохновителем убийства своего брата Ланденульфа II и архиепископа Беневентского на Пасху 993 года и стал после этого князем Капуи. В 999 году император Священной Римской империи Оттон III обвинил Лайдульфа в братоубийстве, арестовал его и сослал в Германию. Дальнейшая судьба Лайдульфа неизвестна.
Лайдульф — возможный отец Джеммы, жены салернского князя Гвемара IV, которую исторические источники называют дочерью графа Лайдульфа Теанского.